# Distretto di Shimoga
Il distretto di Shimoga è un distretto del Karnataka, in India, di 1 639 595 abitanti. È situato nella divisione di Bangalore e il suo capoluogo è Shimoga.